# Ich Ich Ich
Ich Ich Ich (internationaler Titel Second Thoughts) ist das Langfilm-Debüt von Zora Rux mit Elisa Plüss und Thomas Fränzel in den Hauptrollen. Der Film feierte seine Uraufführung am 25. September 2021 beim Zurich Film Festival, zudem konkurrierte er im Spielfilm-Wettbewerb des Filmfestival Max Ophüls Preis 2022. Der Kinostart in Deutschland war am 1. Dezember 2022.

## Handlung
Julian und Marie sind auf einem Schiff anlässlich der Hochzeit seines Bruders. Als Julian Marie auf der Hochzeit öffentlich einen Heiratsantrag macht, teilt sie ihm mit, dass sie nicht wisse, ob sie ihn heiraten will. Daraufhin flüchtet Marie aufs Land in ein leerstehendes Haus ihrer Familie. Sie hat vor, ihre Gedanken zu sortieren. Bald tauchen nach und nach „Gedankenmenschen“ neben ihr auf: Ihre Mutter und ein Ex-Freund. Ihre Gedanken werden von immer mehr Menschen aus ihrem Leben personifiziert, die beginnen, einzelne Situationen zu hinterfragen. Das allmähliche Verfestigen der Gedanken durch Personen wird bildlich dargestellt. Erinnerungen und Echos von früher manifestieren sich, aber auch Hoffnungen und Zweifel werden sichtbar.
Kurze Zeit später ruft Julian Marie an und fragt sie, ob er zu ihr kommen dürfe. Sie stimmt nach kurzem Zögern zu. Er hat seine eigenen Gedankenmenschen dabei. Zunächst sind seine beiden Brüder zu sehen, später kommt sein Vater dazu.

## Produktion
Der Film wurde vom 30. April 2017 bis 13. Juni 2017 im Boitzenburger Land in der Uckermark sowie in Berlin-Wannsee gedreht. Gefördert wurde der Film mit Mitteln der Filmförderungsanstalt, der Kulturellen Filmförderung Mecklenburg-Vorpommern und des Kulturfonds des Landkreises Uckermark.
Regie führte Zora Rux, die auch das Drehbuch schrieb. Die Deutsche Film- und Fernsehakademie Berlin, an der sie studierte, produzierte den Film. Die Kameraführung lag in den Händen von Jesse Mazuch. Die Musik komponierten Ben Roessler, Mister Milano und Jonathan Ritzel. 
In den Hauptrollen sind Elisa Plüss als Marie und Thomas Fränzel als Julian zu sehen.

## Rezeption
Von outnow.ch erhielt der Film lediglich 2 von 6 Sternen. In der Kritik heißt es, „eine originelle Grundidee macht noch keinen guten Film“. Der Film hätte „nette Ansätze“, scheitere aber letztendlich „an seiner laschen Story und den schlecht ausgearbeiteten Charakteren“.
Kinozeit.de hingegen attestiert Zora Rux und ihrem Kameramann: „Sie und Kameramann Jesse Mazuch finden auf ganz einfache Weise unglaubliche Bilder, um psychologisch genau und spielerisch leicht das Innenleben auferstehen zu lassen. Das ist witzig und tiefgründig und durchweg spannend – so sehr, dass man sich über die eingebaute Filmpause umso mehr freut: ein paar Minuten, in denen sich das Publikum ganz mit sich selbst beschäftigen kann, und mit den eigenen Gedankenmenschen.“

## Auszeichnungen und Nominierungen
2021: Zurich Film Festival
- Im Rahmen der Reihe Fokus Wettbewerb[5]

2021: Mostra Internacional de Cinema de São Paulo (Brasilien)
- Im Rahmen des Hauptwettbewerbs[6]

2022: Filmfestival Max Ophüls Preis 2022
- Nominierung im Wettbewerb Spielfilm[7]